# Al-Suwaiq Club
El Al-Suwaiq Club es un equipo de fútbol de Omán que milita en la Liga Omaní de Fútbol, principal categoría de fútbol en el país.

## Historia
Fue fundado en el año 1970 en la ciudad de Batna y ha sido campeón de liga en 3 ocasiones y ha ganado el torneo de copa en 1 oportunidad. Ha disputado la Super Copa de Omán 3 veces y nunca la ha podido ganar.
A nivel internacional ha participado en 4 torneos continentales.

## Palmarés
- Liga Omaní de Fútbol: 4

2009-10, 2010-11, 2012-13, 2017-18
- Copa del Sultán Qabus: 2

2007-08, 2011-12
- Supercopa de Omán: 1

2013

## Participación en competiciones de la AFC
| Temporada | Torneo                      | Ronda            | Club             | Casa | Visita | Global   |
| --------- | --------------------------- | ---------------- | ---------------- | ---- | ------ | -------- |
| 2009      | Copa de la AFC              | Grupos           | Al-Zawraa        | 0-1  | 0-2    | 4º Lugar |
| 2009      | Copa de la AFC              | Grupos           | Safa SC          | 0-1  | 0-1    | 4º Lugar |
| 2009      | Copa de la AFC              | Grupos           | Al-Hilal         | 3-1  | 0-2    | 4º Lugar |
| 2011      | Copa de la AFC              | Grupos           | Al Wahdat        | 1-1  | 1-5    | 4º Lugar |
| 2011      | Copa de la AFC              | Grupos           | Al Kuwait Kaifan | 0-1  | 0-0    | 4º Lugar |
| 2011      | Copa de la AFC              | Grupos           | Al-Talaba        | 1-1  | 1-2    | 4º Lugar |
| 2012      | Copa de la AFC              | Grupos           | Qadsia SC        | 0-2  | 1-5    | 2º Lugar |
| 2012      | Copa de la AFC              | Grupos           | Al-Faisaly       | 3-2  | 0-0    | 2º Lugar |
| 2012      | Copa de la AFC              | Grupos           | Al-Ittihad       | 2-0  | 2-0    | 2º Lugar |
| 2012      | Copa de la AFC              | Octavos de final | Ettifaq FC       | x    | 0-1    | 0-1      |
| 2014      | Liga de Campeones de la AFC | 1                | Qadsia SC        | 0-1  | x      | 0-1      |

## Jugadores destacados
- Lionardo
- Zaid Jaber
- Mahmoud Za'tara
- Hassan Rabia
- Francis Kasonde